# Eclusa

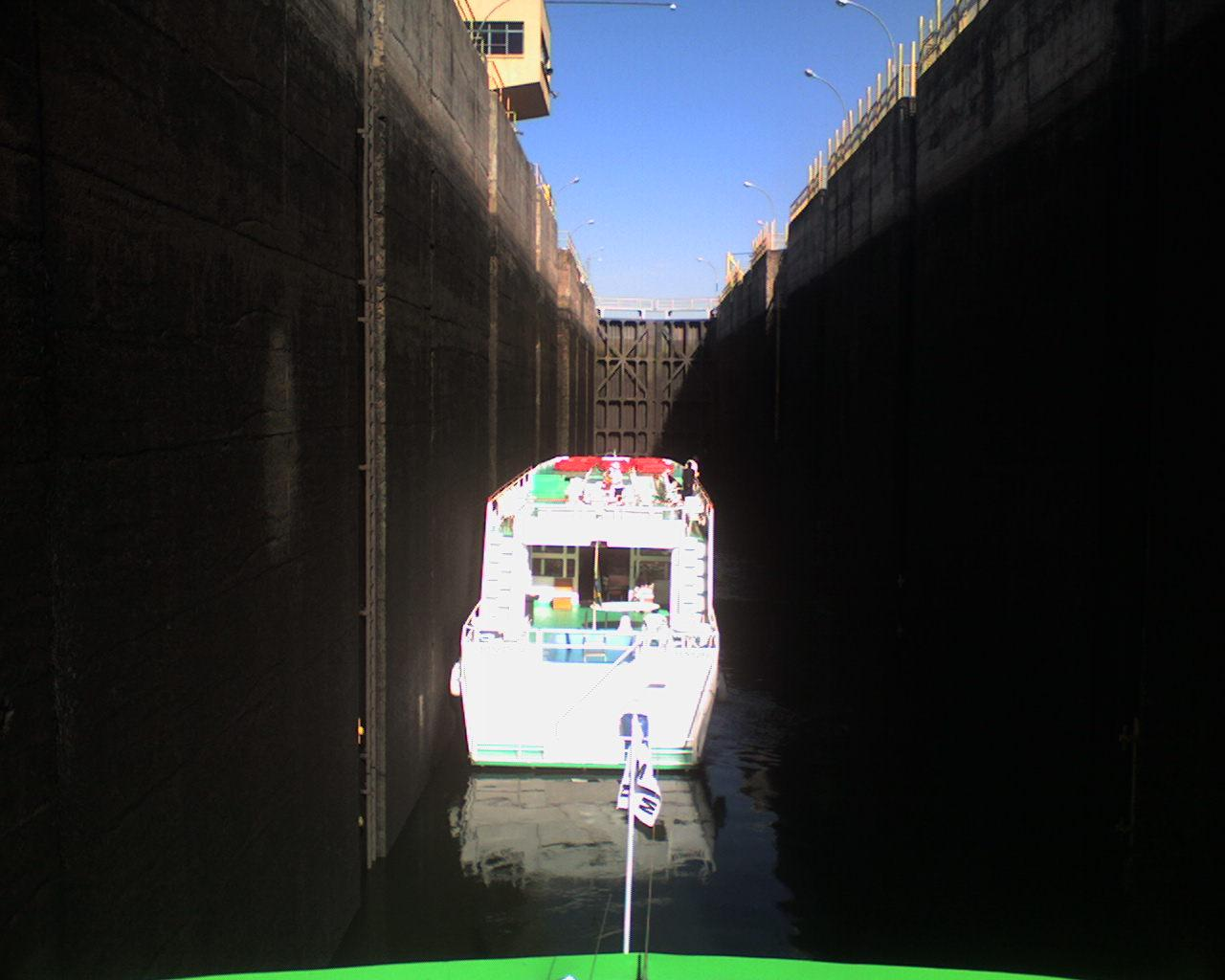
Eclusa de Barra Bonita em enchimento

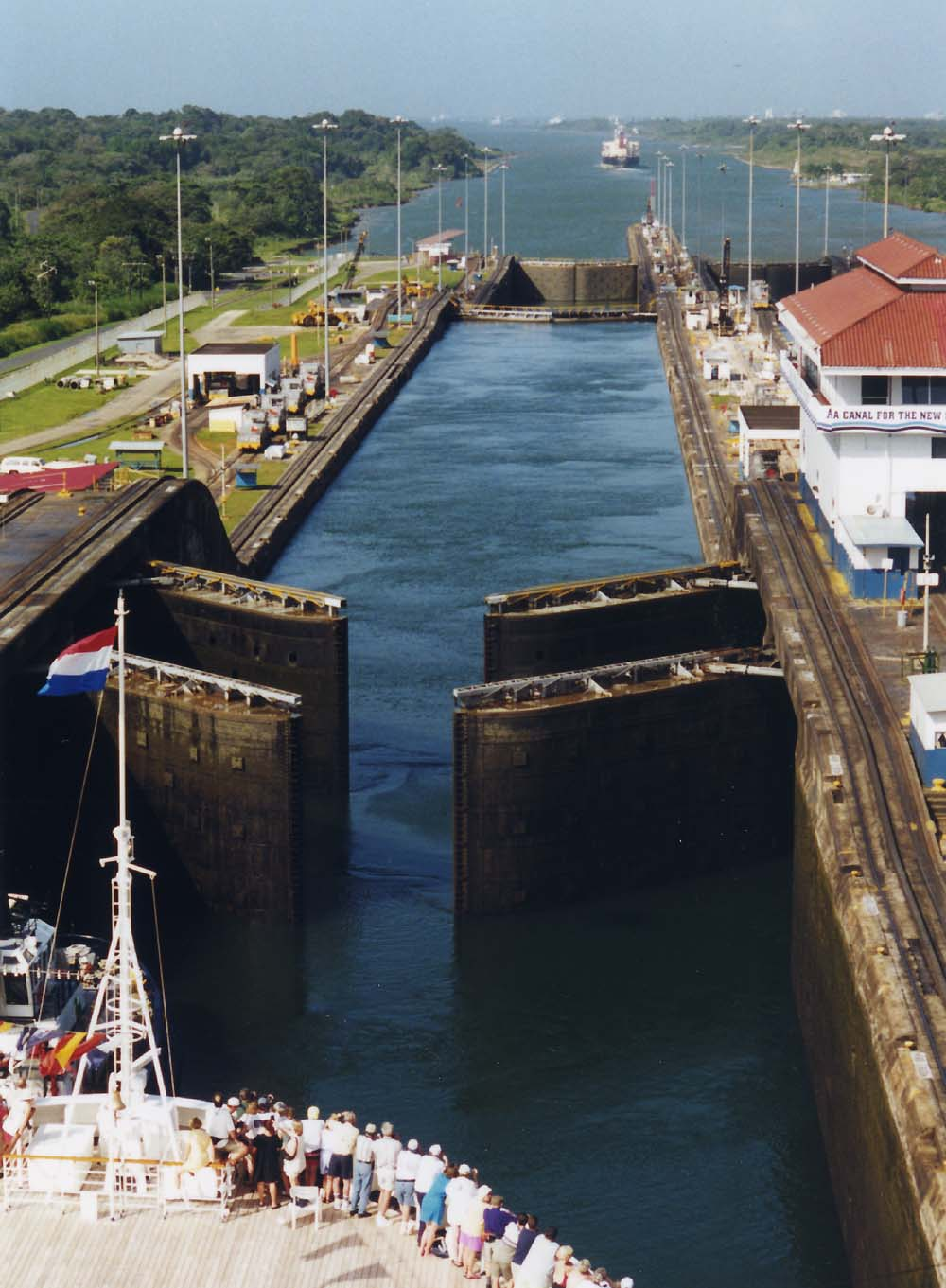
Uma eclusa no Canal do Panamá

Eclusa é uma obra de Engenharia hidráulica que permite que embarcações subam ou desçam os rios ou mares em locais onde há desníveis (barragem, quedas de água ou corredeiras). Também são utilizadas como dispositivos de transposição para peixes em barragens.

## Operação
A eclusagem é o processo através do qual uma embarcação é elevada a uma barragem, estando no leito de um rio com nível mais baixo. Assim, a embarcação é colocada num perímetro fechado, que é enchido com água fazendo subir a embarcação até atingir o nível de água da barragem e assim poder aceder à mesma, subindo o rio e vencendo o desnível da barragem. Quando a embarcação precisa subir o rio ela entra na eclusa pelo lado jusante e permanece na câmara. A comporta de jusante é então fechada e a câmara enchida com água, causando a elevação da embarcação até que se atinja o nível do reservatório superior. A partir desse momento, a comporta de montante pode ser aberta e a embarcação sai da eclusa.
Quando a embarcação precisa descer o rio ela entra na câmara pelo lado montante da eclusa. A seguir, fecha-se a comporta de montante e esvazia-se gradualmente a câmara até que se atinja o nível do reservatório inferior. A porta de jusante é aberta e a embarcação sai da eclusa. As operações de enchimento e esvaziamento da câmara  são geralmente feitas por gravidade com a ajuda de pequenas comportas e válvulas.

## Passagens de peixes
Em Portugal, as eclusas instaladas em barragens para a passagem de barcos e os peixes, eles passam junto com o barco de Lever-Crestuma, Carrapatelo, Régua, Valeira, Pocinho (Douro) e Belver (Tejo). Grande parte destes dispositivos apresentam uma eficácia desconhecida ou são comprovadamente ineficazes.